# خانه کرایسلر

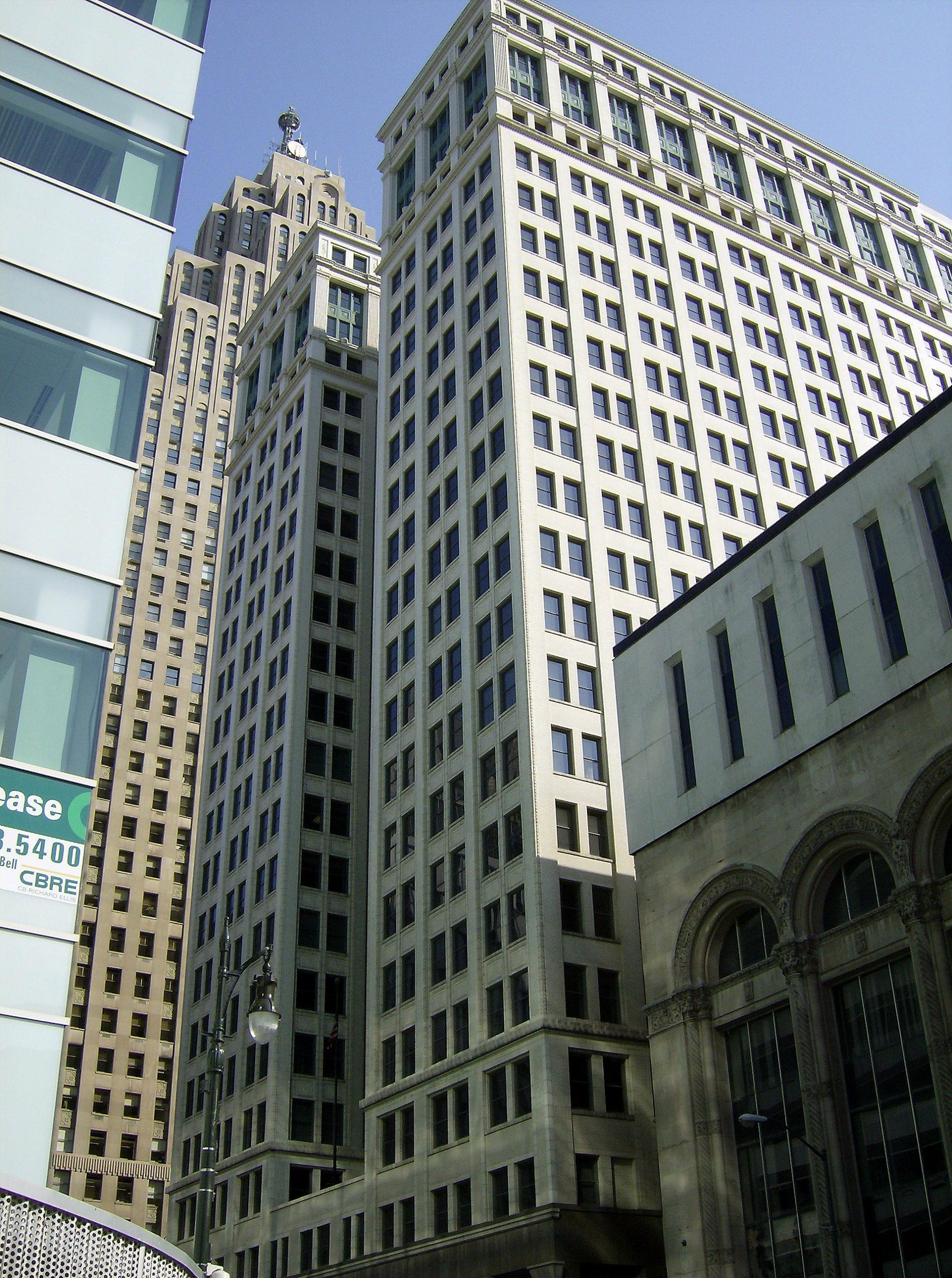

خانه کرایسلر (Chrysler House) نام ساختمان مرکزی شرکت کرایسلر است و در دترویت میشیگان قرار دارد.
معمار این ساختمان تاریخی دانیال برنهم است و در سال ۱۹۱۲ میلادی (۱۲۹۱ شمسی) تکمیل شد.

## نگارخانه

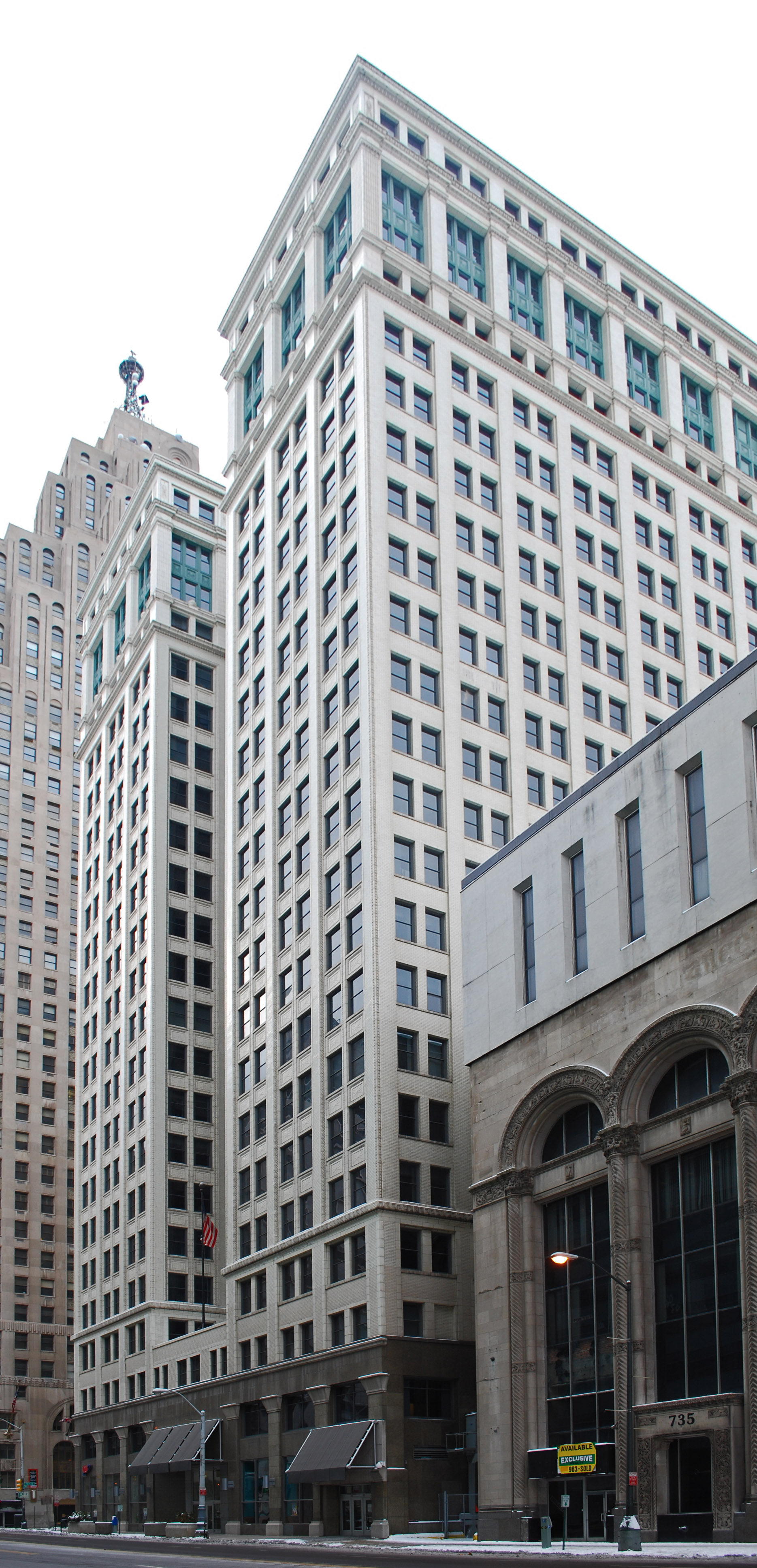
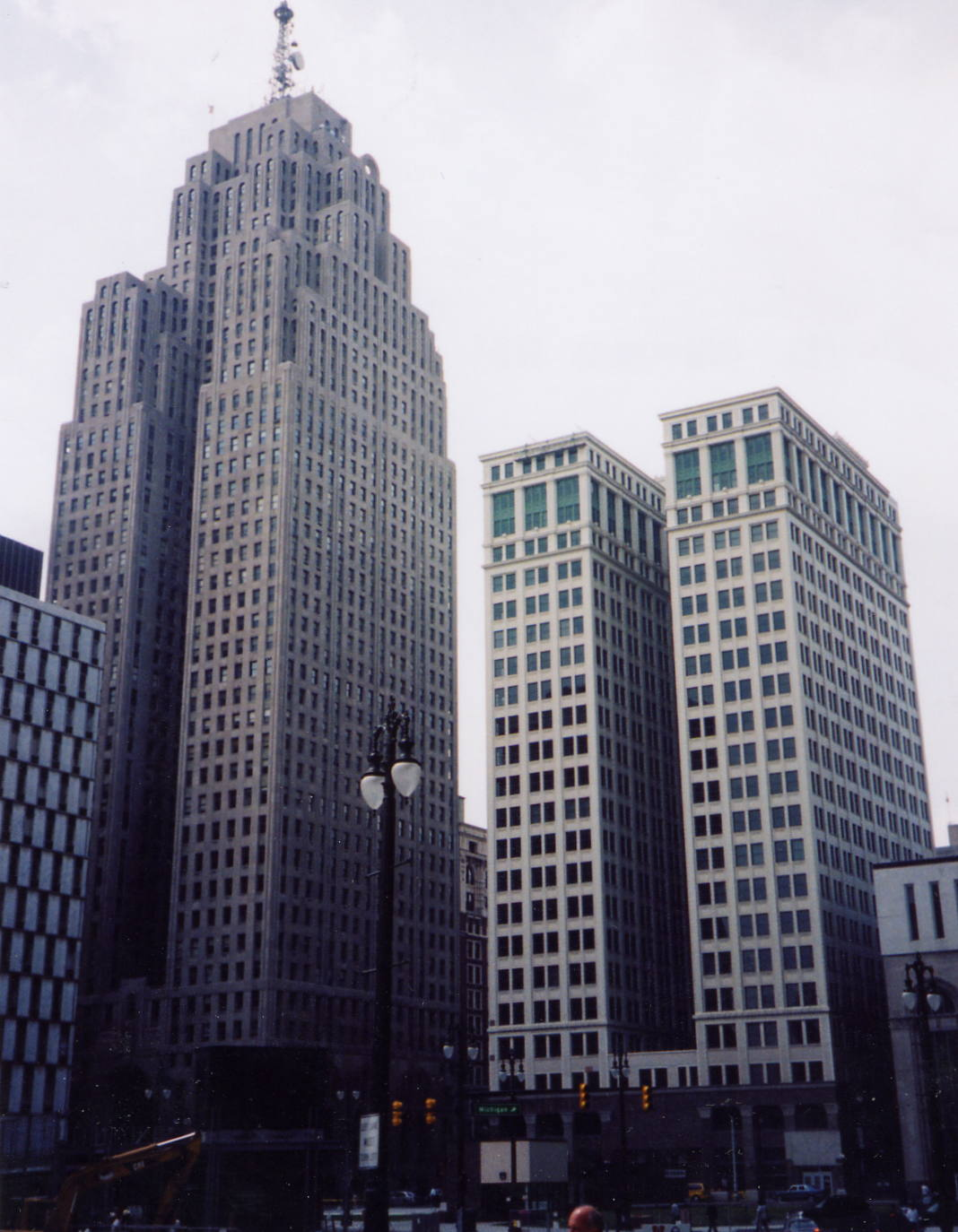
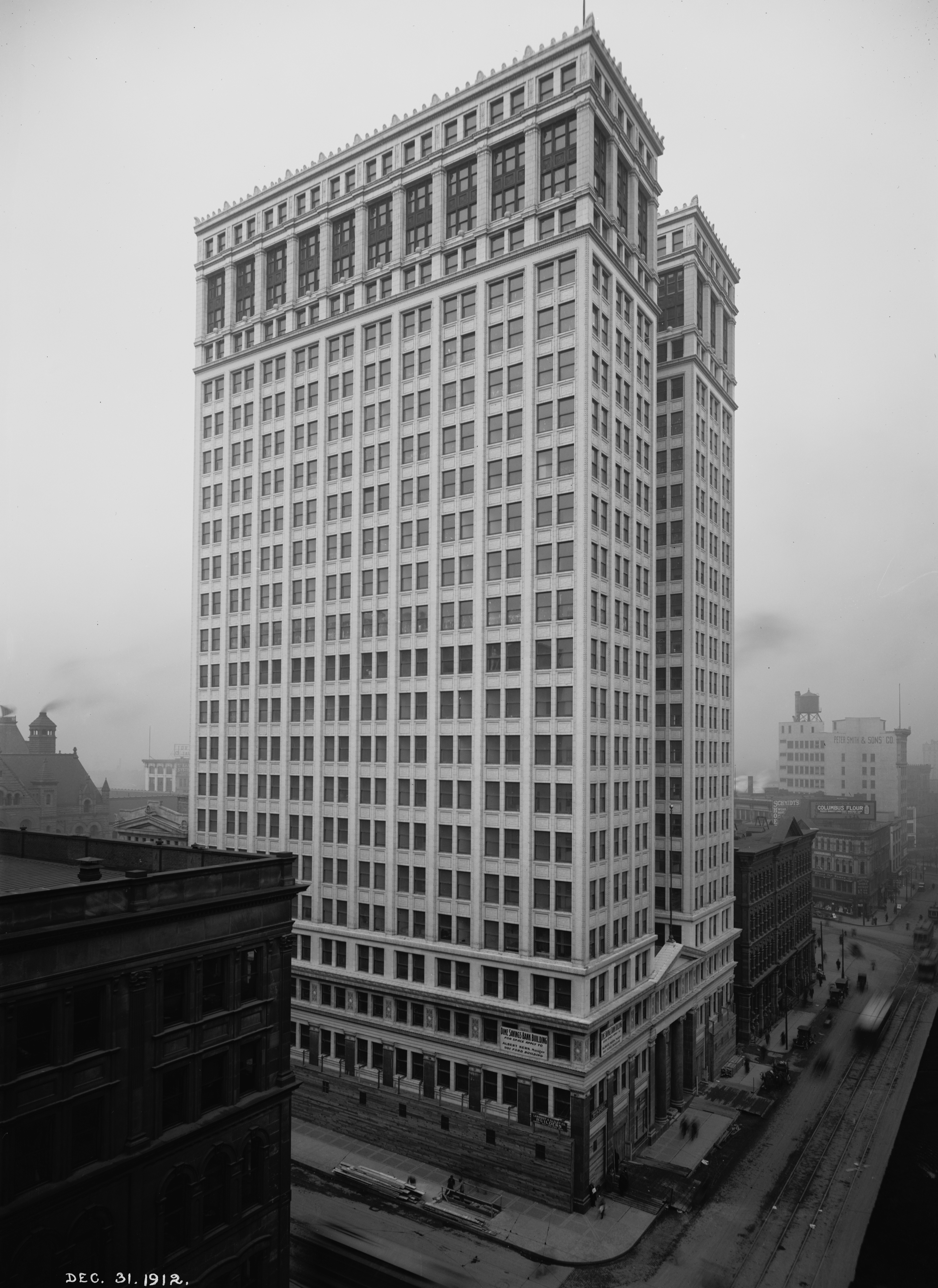
1912
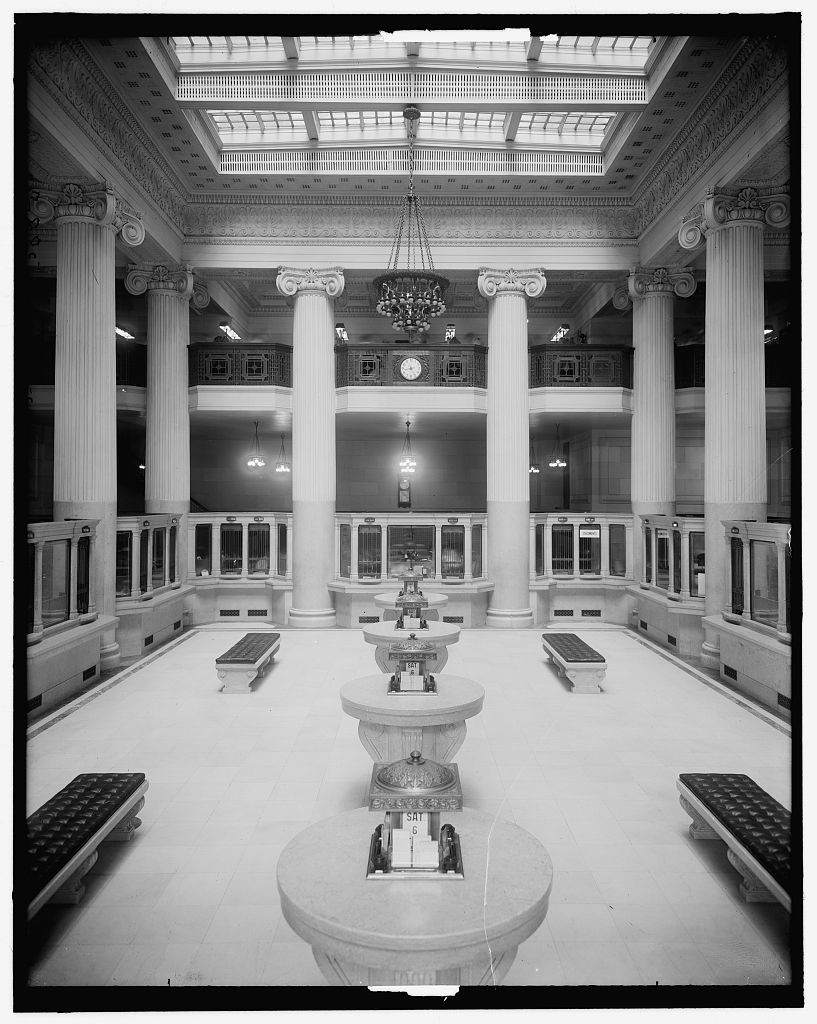
1912